# Melina Kanakaredes
 (septembre 2014).
Si vous disposez d'ouvrages ou d'articles de référence ou si vous connaissez des sites web de qualité traitant du thème abordé ici, merci de compléter l'article en donnant les références utiles à sa vérifiabilité et en les liant à la section « Notes et références ».
Melina Kanakaredes (en grec : Μελίνα Ελένη Κανακαρίδη / Melína Eléni Kanakarídi) est une actrice et réalisatrice américaine d'origine grecque, née le 23 avril 1967 à Akron (Ohio).
Ses parents sont des Grecs micrasiates réfugiés d'Asie mineure.

## Biographie

### Jeunesse et famille
Melina Eleni Kanakaredes est née le 23 avril 1967 à Akron, Ohio (États-Unis).
Elle est la fille de Connie (Temo) née en 1936, propriétaire d'une entreprise de bonbons, et de Harry Kanakaredes, né en 1928, vendeur en assurances.
Elle est de la deuxième génération gréco-américaine et parle grec. Ses deux oncles maternels possèdent et dirigent un magasin de bonbons à Akron appelé « Candy Company Temo ».
Elle a deux sœurs : Cornelia « Lia », née en 1961 et Aretta, née en 1962.

### Carrière
Elle a joué dans d'autres séries télévisées comme New York Police Blues en 1995 et dans Haine et Passions, rôle qui lui permit d'être primée aux Daytime Emmy Awards en 1994 et en 1995.
Mais elle reste célèbre pour avoir interprété, de 2004 à 2010, le personnage de Stella Bonasera dans la série télévisée Les Experts : Manhattan, et le personnage du docteur Sydney Hansen dans la série Providence.

### Vie personnelle
Melina Kanakaredes est mariée avec Peter Constantinides, lui-même d'origine grecque, avec qui elle a eu deux enfants, Zoé, née le 23 mai 2000 et Karina, née le 25 janvier 2003.

## Filmographie

### Cinéma
- 1996 : Au revoir à jamais (The Long Kiss Goodnight) de Renny Harlin : Trin
- 1998 : La Courtisane (Dangerous beauty) : Livia
- 1998 : Les Joueurs (Rounders) : Barbara
- 2001 : 15 minutes : Nicolette Karas
- 2005 : Into the Fire : Catrina/Sabrina Hampton
- 2010 : Percy Jackson : Le Voleur de foudre : Athéna
- 2013 : Percy Jackson : La Mer des monstres : Athéna
- 2013 : Infiltré : Sylvie Collins

### Télévision
- 1994 : Un tandem de choc : Victoria Metcalf
- 1994 : Bleeding Hearts: Daphne
- 1997 : Leaving L.A. : Libby Galante
- 1999 à 2002 : Providence : Dr Sydney Hansen (95 épisodes)
- 1998 : Saint Maybe : Rita
- 2004 : Les Experts : Miami : détective Stella Bonasera (saison 2, épisode 23)
- 2004 à 2010 : Les Experts : Manhattan : détective Stella Bonasera (saisons 1 à 6)
- 2015 : Hawaii 5-0 : ATF agent Kathy Millwood (saison 5 épisode 16)
- 2015 : Extant : Dorothy Richter
- 2016 : Notorious : Dana Hartman (3 épisodes)
- 2018 : The Resident : Dr. Lane Hunter
- 2025 : NCIS : Enquêtes spéciales : Eleni Kostakis (saison 22, épisode 10)

## Voix françaises

### En France
- Céline Monsarrat dans :
  - Providence (série télévisée)
  - Les Experts : Miami (série télévisée)
  - Les Experts : Manhattan (série télévisée)
  - Percy Jackson : Le Voleur de foudre
  - Hawaii 5-0 (série télévisée)
  - Percy Jackson : La Mer des monstres
  - Infiltré
  - Extant (série télévisée)
  - Notorious

Et aussi
- Laure Sabardin dans Au revoir à jamais
- Déborah Perret dans 15 Minutes